# Frederik Coyet

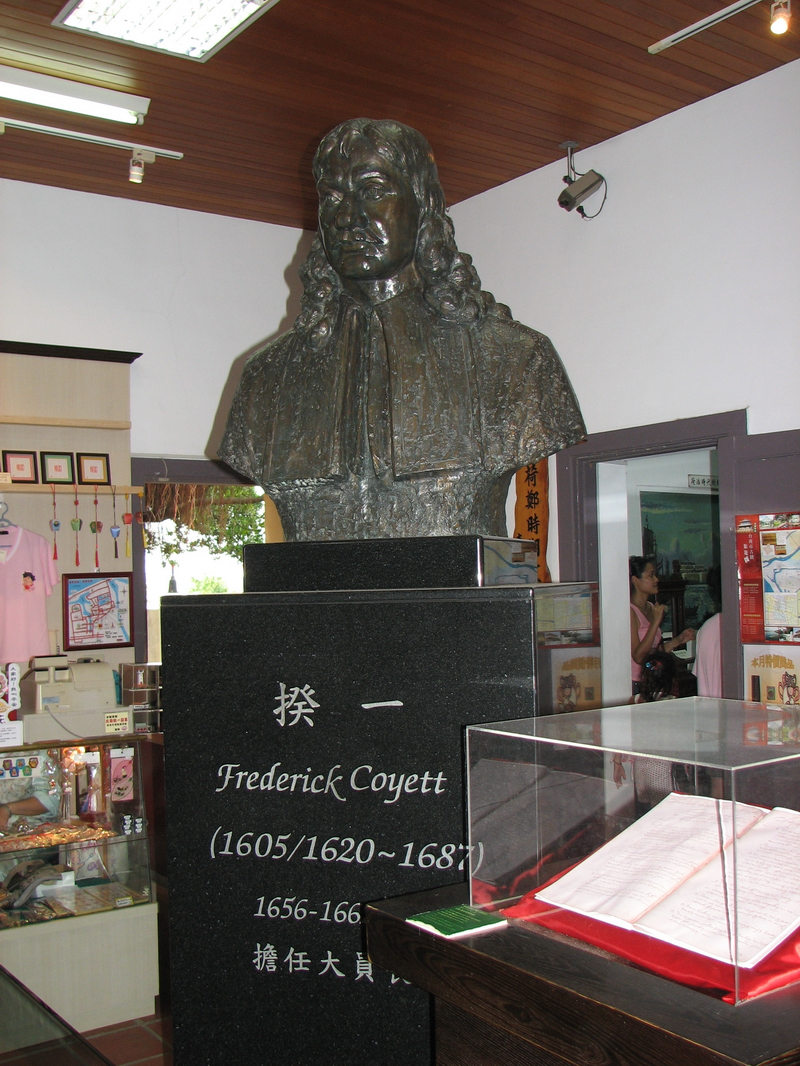
Coyet szobra

Frederik Coyet (1615?-1687. október 17.) (neve kínaiul: 揆一; pinjin átírásban: Kuíyī) volt a Holland Kelet-indiai Társaság (hollandul: Vereenigde Oost-Indische Compagnie, VOC) utolsó helytartója Tajvanon. Coyet svéd származású volt, Stockholmban született, és később a Holland Kelet-indiai Társaság alkalmazásába lépett. Ő volt az első svéd, aki eljutott Japánba és Kínába.
A Holland Kelet-indiai Társaság igazgatása alatt álló Tajvan helytartóságát 1656 és 1662 közt látta el. 1662-ben kénytelen volt feladni Fort Zeelandia erődjét, és Batáviára távozni, miután kilenc hónapig védekezett a Kuo Hszing-je vezette 25000 fős kínai sereg ellen, amelyet 400 hadihajó támogatott. Coyett 1600 katonájával 9 hónapig védekezett, de végül elfogyott az ivóvizük és a VOC pedig a tengeri blokád miatt nem tudott utánpótlást szállítani az erőd védőinek.
Tajvan elvesztéséért Batáviában perbe fogták, majd a bíróság ítélete alapján a Banda-szigetekre száműzték. Itt tizenkét évet töltött, mielőtt kegyelmet kapott volna. 1675-ben jelent meg az Elhagyott Formosa (hollandul: 't Verwaerloosde Formosa) című könyve. Ebben ostobasággal vádolta meg a Holland Kelet-indiai Társaság vezetőit és azzal, hogy az általuk megtagadott segítség elmaradása vezetett a sziget elvesztéséhez.